# Parque nacional Monte Pulag
El Parque Nacional Monte Pulag es un parque natural y zona protegida de las Filipinas ubicado en torno al monte Pulag, en el norte de la isla de Luzón, que se encuentra entre las provincias de Benguet, Ifugao y Nueva Vizcaya y es la tercera montaña más alta del país. Su pico se encuentra a 2.922 metros sobre el nivel del mar y es el tercero más alto del país.

## Ubicación y Geografía
El parque se ubica en el corazón de la Cordillera Central, la principal de todas las cordilleras filipinas, en la región conocida como RAC (Región Administrativa de La Cordillera), con capital en Baguio.
La región es de pronunciadas pendientes y numerosos picos, con altos acantilados hacia las zonas de costa y algunas zonas de acceso a las cumbres más suaves. La gran pluviosidad de la comarca proporciona gran cantidad de cascadas, ríos y lagunas.
Esta riqueza paisajística suministra una importante red de caminos de montaña de gran interés turístico y deportivo. 

## Flora y fauna
La región es de una gran riqueza paisajística y faunística. Las zonas más altas están cubiertas de hierba y bambú enano (yushania niitakayamensis) pero en las áreas más bajas nos encontramos con un bosque de montaña subtropical con gran cantidad de líquenes, helechos y musgos. En las laderas más rocosas crece el Pinus insularis. En cuanto a otro tipo de plantas, hay gran cantidad de orquídeas, algunas endémicas del parque y otras plantas de especial rareza, como la nepenthes.
La fauna también es de gran abundancia, alojando 33 especies de aves endémicas y en peligro de extinción, mamíferos como el sambar de Filipinas o el schadenbergi crateromys, o los también amenazados: ciervo de filipinas, Carpomys melanurus, phloeomys y el pálido phloeomys.

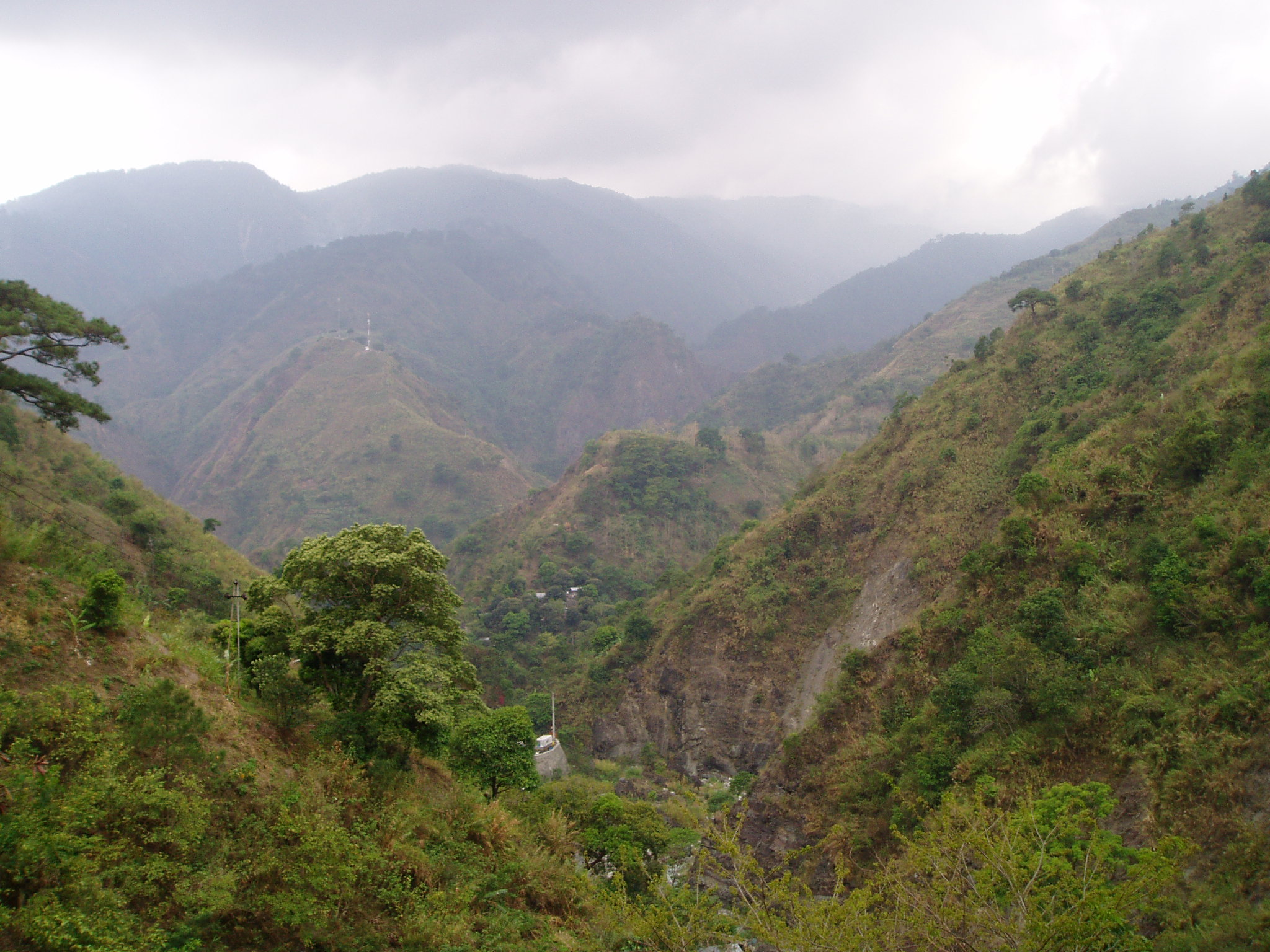
Vista más detallada de un valle de la Cordillera Central

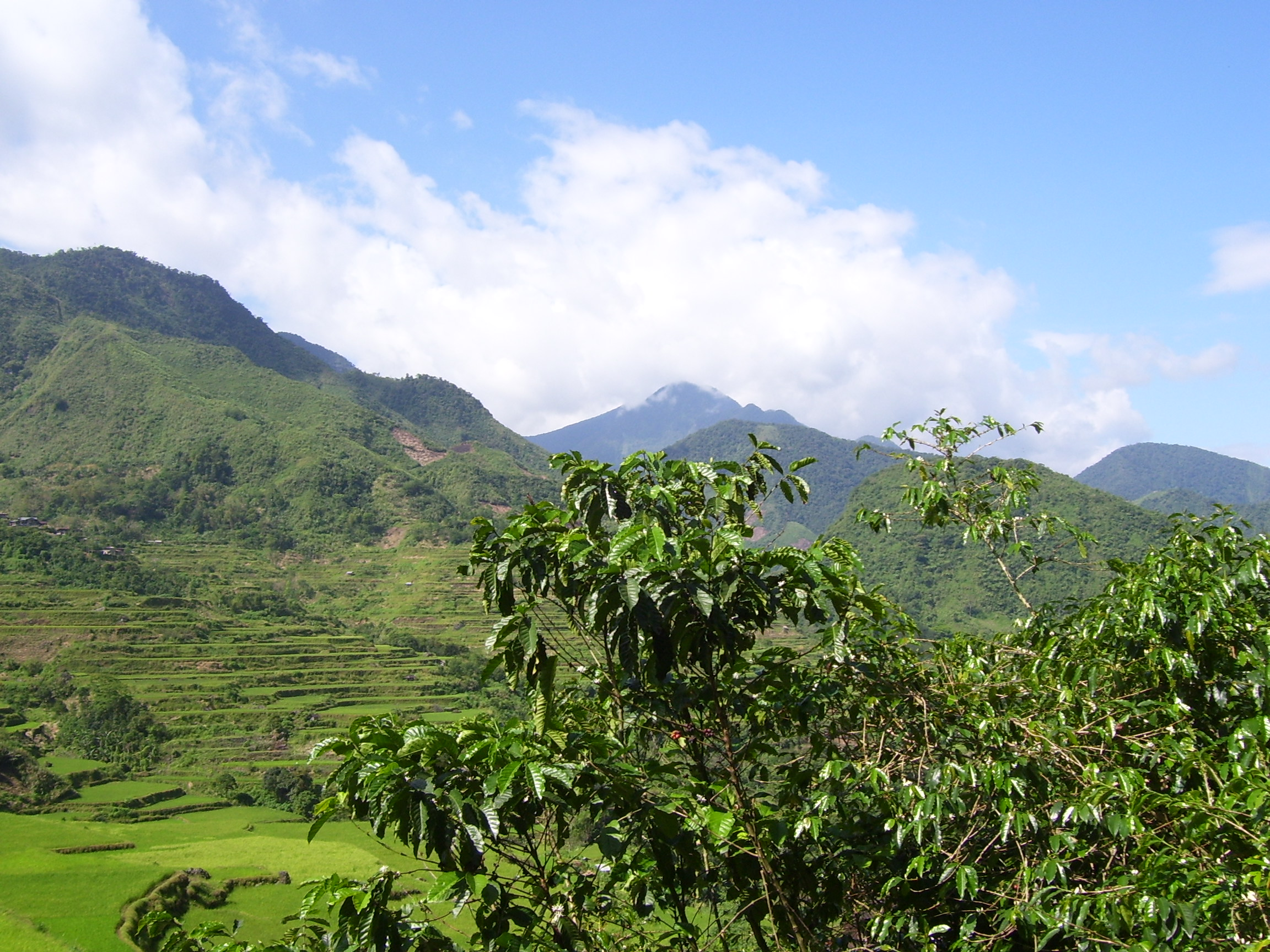
Vista de Binubulauan desde Bangtitan (provincia de Kalinga)

## Cultura y población
En el área del parque perviven varias tribus diferentes del pueblo indígena de los Igorotes: principalmente los Ibaloys y los Kalingas. Estos conservan todavía gran parte de su cultura, ritos y tradiciones. Para ellos la zona del parque es una tierra sagrada alrededor de la cual se han transmitido numerosas historias y leyendas. La localidad de Kabayan es uno de los centros culturales actuales del pueblo Ibaloy.
Una curiosa peculiaridad de estos pueblos son sus momias (Kabayan momias). Desde el siglo XXIII los Ibaloy colonizaron esta región comenzaron a momificar sus muertos y enterraros en cuevas de los alrededores. Más de un centenar de cuevas conocidas del parque se utilizaron con este fin y fueron en su día expoliadas, por lo cual hoy en día se encuentran vigiladas y protegidas. En Kabayan hay un museo sobre esta tradición.

## Hidrografía
La patrimonio hídrico de la región hace que también sea uno de los puntos de aprovisionamiento de agua y electricidad más importantes de Filipinas. 